# Charlotte Hornets 1998-1999
La stagione 1998-99 dei Charlotte Hornets fu l'11ª nella NBA per la franchigia.
I Charlotte Hornets arrivarono quinti nella Central Division della Eastern Conference con un record di 26-24, non qualificandosi per i play-off.

## Roster
| N° | Naz.                   | Ruolo | Sportivo            | Anno | Alt. | Peso |
| -- | ---------------------- | ----- | ------------------- | ---- | ---- | ---- |
| 3  | Stati Uniti (bandiera) | G     | Eldridge Recasner   | 1967 | 191  | 86   |
| 4  | Stati Uniti (bandiera) | G     | David Wesley        | 1970 | 183  | 86   |
| 6  | Stati Uniti (bandiera) | GA    | Eddie Jones         | 1971 | 198  | 86   |
| 7  | Stati Uniti (bandiera) | A     | J.R. Reid           | 1968 | 206  | 112  |
| 9  | Stati Uniti (bandiera) | GA    | Willie Burton       | 1968 | 203  | 95   |
| 10 | Stati Uniti (bandiera) | G     | B.J. Armstrong      | 1967 | 188  | 79   |
| 13 | Stati Uniti (bandiera) | G     | Bobby Phills        | 1969 | 196  | 95   |
| 15 | Stati Uniti (bandiera) | G     | Corey Beck          | 1971 | 185  | 86   |
| 21 | Stati Uniti (bandiera) | G     | Ricky Davis         | 1979 | 198  | 88   |
| 30 | Stati Uniti (bandiera) | AC    | Joe Wolf            | 1964 | 211  | 104  |
| 32 | Stati Uniti (bandiera) | A     | Travis Williams     | 1969 | 198  | 98   |
| 33 | Stati Uniti (bandiera) | AC    | Charles Shackleford | 1966 | 208  | 102  |
| 40 | Stati Uniti (bandiera) | C     | Brad Miller         | 1976 | 211  | 111  |
| 41 | Stati Uniti (bandiera) | C     | Elden Campbell      | 1968 | 211  | 98   |
| 44 | Stati Uniti (bandiera) | A     | Derrick Coleman     | 1967 | 208  | 104  |
| 45 | Stati Uniti (bandiera) | A     | Chuck Person        | 1964 | 203  | 100  |
| 52 | Stati Uniti (bandiera) | A     | Chucky Brown        | 1968 | 201  | 97   |

## Staff tecnico
- Allenatori: Dave Cowens (4-11) (fino all'8 marzo)[1], Paul Silas (22-13)
- Vice-allenatori: Paul Silas (fino all'8 marzo), Lee Rose, Mark Osowski